# رضا عالمی
رضا عالمی (زادهٔ ۲۸ دی ۱۳۳۵ در تهران) موسیقی دان، نوازنده ویلن و آهنگساز ایرانی است.

## زندگی هنری
رضا عالمی در ۲۸ دی سال ۱۳۳۵ در تهران متولد شد. به واسطه دوستی پدر با «همایون خرم» و به تشویق وی، در سن ۱۲ سالگی همراه با برادرش «کاظم عالمی» به هنرستان موسیقی راه یافت. در سال ۱۳۵۴ تحصیلات دانشگاهی خود را در رشته موسیقی آغاز کرد و همزمان به ارکستر مجلسی رادیو تلویزیون به رهبری «لوریس چکناواریان» پیوست. از جمله استادان او می‌توان به «حسین دهلوی»، «محمدتقی مسعودیه»، «مصطفی کمال پورتراب»، «فرهاد فخرالدینی»، «ژرژ مارتیروسیان»، «ابراهیم روحی‌فر» و «کامران داروغه» اشاره نمود. وی در سال ۱۳۶۱ به دعوت «کامبیز روشن روان» و «حشمت سنجری» همکاری خود را با ارکستر سمفونیک تهران به عنوان سرگروه ویلن دوم ارکستر، آغاز نمود و بیش از ۳۰ سال ارکستر سمفونیک تهران را همراهی کرد. او همچنین از سال ۱۳۸۵ به عنوان سرگروه ویلن، به ارکستر ملی ایران به رهبری «فرهاد فخرالدینی» پیوست. در سال ۱۳۹۰ مدرک درجه یک هنری از سوی وزارت ارشاد به وی اعطاء شد.
در سال ۱۳۹۴ از رضا عالمی به همراه ۲ هنرمند دیگر در «مراسم تقدیر از ۳۰ سال خدمت استادان پیشکسوت موسیقی» در دفتر موسیقی وزارت ارشاد، تقدیر به عمل آمد.
در تاریخ ۲ آذر ۱۳۹۷ در مراسم چهارمین «سال نوای موسیقی ایران» از «رضا عالمی» تقدیر به عمل آمد و تندیس «سال نوا» و لوح تقدیر به ایشان اهداء شد.

## آثار هنری
از جمله آثار موسیقی که رضا عالمی در آن‌ها حضور داشته‌است به موارد زیر می‌توان اشاره نمود:
آهنگسازی
- آلبوم موسیقی «کوچه باغ»
- «ترنم» (پیش‌درآمد و رنگ چهارگاه)
- تنظیم موسیقی فیلم «ناشناس» به آهنگسازی «کورش محمدپور»
- تنظیم آلبوم موسیقی «راز و نیاز»

نوازندگی
- موسیقی سریال «هزاردستان» به آهنگسازی «مرتضی حنانه»
- موسیقی فیلم «از کرخه تا راین» به آهنگسازی «مجید انتظامی»
- موسیقی فیلم «شاید وقتی دیگر» به آهنگسازی «بابک بیات»
- موسیقی فیلم «عروسی خوبان» به آهنگسازی «بابک بیات»
- موسیقی سریال «سلطان و شبان» به آهنگسازی «بابک بیات»
- موسیقی سریال «امیر کبیر» به آهنگسازی «کامبیز روشن روان»
- موسیقی سریال «سربداران» به آهنگسازی «فرهاد فخرالدینی»
- موسیقی فیلم «گبه» به آهنگسازی «حسین علیزاده»
- موسیقی فیلم «کشتی آنجلیکا» به آهنگسازی «بابک بیات»
- آلبوم موسیقی «بن‌بست» به آهنگسازی «بابک بیات»
- آلبوم موسیقی «بوی باران» به آهنگسازی «حسین یوسف زمانی» و خوانندگی «محمدرضا شجریان»
- آلبوم موسیقی «دود عود» به آهنگسازی «پرویز مشکاتیان»، تنظیم «کامبیز روشن روان» و خوانندگی «محمدرضا شجریان»
- آلبوم موسیقی «از اعصار» به آهنگسازی «حسین علیزاده»
- آلبوم موسیقی «سمفونی حماسه خرمشهر» به آهنگسازی «مجید انتظامی»
- آلبوم موسیقی «سمفونی کارون» به آهنگسازی «مجید انتظامی»
- آلبوم موسیقی «سمفونی فلک الافلاک» به آهنگسازی «کامبیز روشن روان»
- آلبوم موسیقی «سمفونی اروند رود» به آهنگسازی «محمدسعید شریفیان»
- آلبوم موسیقی «ایران زمین» به آهنگسازی «کامبیز روشن روان» و خوانندگی «بیژن بیژنی»
- آلبوم موسیقی «نهان خانه دل» به آهنگسازی «کامبیز روشن روان» و خوانندگی «بیژن بیژنی»
- آلبوم موسیقی «گریه بی بهانه» به خوانندگی «حسام الدین سراج»
- آلبوم موسیقی سریال «امام علی» به آهنگسازی «فرهاد فخرالدینی» و خوانندگی «صدیق تعریف»
- آلبوم موسیقی «دیدار» به آهنگسازی «کامبیز روشن روان» و خوانندگی «محمدرضا ظفرنژاد»
- آلبوم موسیقی «بهار باد» به خوانندگی «ایرج رحمان پور» و «علی اکبر شکارچی»
- آلبوم موسیقی «سوته دلان» به آهنگسازی «کامبیز روشن روان» و خوانندگی «شهرام ناظری»
- آلبوم موسیقی «نگاه آسمانی» به آهنگسازی «همایون رحیمیان» و خوانندگی «حسام الدین سراج»
- آلبوم موسیقی «مرداب» به خوانندگی «حمید غلامعلی»
- آلبوم موسیقی «فاصله» به خوانندگی «محمد اصفهانی»
- آلبوم موسیقی «تنها ماندم» به آهنگسازی «همایون خرم»، تنظیم «کامبیز روشن روان» و خوانندگی «محمد اصفهانی»[۶][۷]
- آلبوم موسیقی «نسیما» به آهنگسازی «فضل‌الله توکل» و خوانندگی «علیرضا افتخاری»
- آلبوم موسیقی «خدا حافظ» به آهنگسازی «محمد جلیل عندلیبی» و خوانندگی «علیرضا افتخاری»
- آلبوم موسیقی «پاییز» به آهنگسازی «مهرداد پازوکی» و خوانندگی «علیرضا افتخاری»
- آلبوم موسیقی «موسم گل» به آهنگسازی «محمدرضا درویشی» و خوانندگی «ایرج بسطامی»
- آلبوم موسیقی «می ناب» به آهنگسازی «روح‌الله خالقی»، تنظیم «گلنوش خالقی» و خوانندگی «کاوه دیلمی»
- آلبوم موسیقی «در گلستانه» به آهنگسازی «هوشنگ کامکار» و خوانندگی «شهرام ناظری»
- آلبوم موسیقی «به یاد من باش» به آهنگسازی «پیمان خازنی» و خوانندگی «سالار عقیلی»